# Archignac
 Archignac  (en occitano Archinhac) es una población y comuna francesa, situada en la región de Nueva Aquitania, departamento de Dordoña, en el distrito de Sarlat-la-Canéda y cantón de Salignac-Eyvigues.
Se halla en la región histórica de Perigòrd.

## Demografía
| 355 | 352 | 318 | 309 | 302 | 297 |
| Para los censos de 1962 a 1999 la población legal corresponde a la población sin duplicidades (Fuente: INSEE [Consultar]) |     |     |     |     |     |